# امامزاده فخرآباد
امامزاده فخر آباد مربوط به دوره قاجار است و در شهرستان مشگین‌شهر، روستای فخر آباد واقع شده و این اثر در تاریخ ۷ مهر ۱۳۸۱ با شمارهٔ ثبت ۶۲۴۰ به‌عنوان یکی از آثار ملی ایران به ثبت رسیده است.